# إينهوا هيرنانديز
إينهوا هيرنانديز (بالإسبانية: Ainhoa Hernández) مواليد 27 أبريل 1994 في باراكالدو، إسبانيا، هي لاعبة كرة يد إسبانية تلعب كمحور. مثلت منتخب إسبانيا لكرة اليد للسيدات. شاركت في دورة الألعاب الأولمبية الصيفية سنة 2016.

## سجل المنافسة
شاركت في البطولات التالية:
- الألعاب الأولمبية الصيفية 2016
- بطولة العالم لكرة اليد للسيدات 2015
- بطولة أوروبا لكرة اليد للسيدات 2016

## روابط خارجية
- إينهوا هيرنانديز على موقع الاتحاد الدولي لكرة اليد (الإنجليزية)
- إينهوا هيرنانديز على موقع الاتحاد الأوروبي لكرة اليد (الإنجليزية)
- إينهوا هيرنانديز على موقع اللجنة الأولمبية الدولية (الإنجليزية)
- إينهوا هيرنانديز على موقع أوليمبيديا (الإنجليزية)
- إينهوا هيرنانديز على موقع اللجنة الأولمبية الإسبانية (الإسبانية)